# Anna Frolova
Anna Frolova (n. 7 august 2005, Mîtișci, Moscova, Rusia) este o patinatoare artistică ce a reprezentat Rusia. A participat la competiții asociate Jocurilor Olimpice în care a câștigat o medalie de bronz.